# Juzo Kurihara
Juzo Kurihara (japonsko 栗原 勇蔵), japonski nogometaš, * 18. september 1983.
Za japonsko reprezentanco je odigral 20 uradnih tekem.